# Astrocottus oyamai
Astrocottus oyamai és una espècie de peix pertanyent a la família dels còtids.

## Descripció
- Fa 5 cm de llargària màxima.[5][6]

## Hàbitat
És un peix marí, demersal i de clima temperat que viu fins als 100 m de fondària.

## Distribució geogràfica
Es troba al Pacífic nord-occidental: Misaki (Prefectura de Kanagawa, el Japó).

## Observacions
És inofensiu per als humans.